# ذخیره‌گاه طبیعی نورا
ذخیره‌گاه طبیعی نورا (انگلیسی: Nora Nature Reserve) یک پارک و ذخیره‌گاه طبیعی در استان آمور کشور روسیه است.